# Tomasz Mielczarek
Tomasz Andrzej Mielczarek (ur. 1960) – polski historyk, prasoznawca i medioznawca, profesor nauk humanistycznych.

## Życiorys
Odbył studia na Wydziale Dziennikarstwa i Nauk Politycznych Uniwersytetu Warszawskiego. Jego praca magisterska, którą obronił w 1983, dotyczyła częstochowskiej organizacji PPS w dwudziestoleciu międzywojennym. W 1989 uzyskał stopień naukowy doktora w oparciu o rozprawę pt. Życie polityczne robotników częstochowskich w latach 1918–1939. Obronił następnie habilitację, a 14 czerwca 2005 otrzymał tytuł naukowy profesora nauk humanistycznych.
Zawodowo związany jest jako profesor zwyczajny z Instytutem Dziennikarstwa i Informacji na Wydziale Humanistycznym Uniwersytetu Jana Kochanowskiego w Kielcach. Dwukrotnie był dyrektorem Instytutu Dziennikarstwa i Bibliotekoznawstwa tej uczelni (1999–2005 oraz 2008–2012). Obejmował również kierownictwo Zakładu Prasoznawstwa oraz Zakładu Medioznawstwa. Specjalizuje się w historii najnowszej Polski i historii prasy.

## Wybrane publikacje
- Od „Monitora” do „Gońca Reklamowego”. Dzieje prasy częstochowskiej (1769–1994), Kielce 1996
- Między monopolem a pluralizmem. Zarys dziejów środków komunikowania masowego w Polsce w latach 1989–1997, Kielce 1998
- Od Nowej Kultury do Polityki. Tygodniki społeczno-kulturalne i społeczno-polityczne PRL, Kielce 2003
- Monopol, pluralizm, koncentracja. Środki komunikowania masowego w Polsce w latach 1989–2006, Warszawa 2007
- Prasa w systemie politycznym Drugiej Rzeczypospolitej (1918–1939), Sosnowiec 2009
- Raport o śmierci polskich gazet, Warszawa 2012
- W analogowym świecie. Zarys dziejów telewizji w Polsce w latach 1989–2013, Kielce 2015
- Tygodniki opinii w zmieniającej się rzeczywistości, Kraków 2018
- Medioznawstwo polskie. Ludzie-instytucje-nauka, Kielce 2021
- Polski system medialny. Szkice do portretu, Kielce 2024[4]